# Панцергренадерська дивізія «Фельдгеррнгалле»
Панцергренадерська дивізія «Фельдгеррнгалле» (нім. Panzer-Grenadier-Division Feldherrnhalle) — панцергренадерська дивізія Вермахту, що існувала у складі Сухопутних військ Німеччини в роки Другої світової війни. 27 листопада 1944 переформована на танкову дивізію «Фельдгеррнгалле».

## Історія
Панцергренадерська дивізія «Фельдгеррнгалле» була сформована 17 лютого 1943 на півдні Франції в Безьє шляхом переформування залишків розгромленої під Сталінградом 60-ї моторизованої дивізії Вермахту та 271-го гренадерського полку «Фельдхернхалле» 93-ї піхотної дивізії.

## Райони бойових дій
- Франція (лютий — жовтень 1943);
- СРСР (центральний напрямок) (жовтень 1943 — лютий 1944);
- СРСР (північний напрямок) (лютий — червень 1944);
- СРСР (центральний напрямок) (червень — жовтень 1944);
- Угорщина (жовтень — листопад 1944).

## Командування

### Командири
- генерал-лейтенант Отто Колерман (нім. Otto Kohlermann) (17 лютого 1943 — 3 квітня 1944);
- генерал-майор Фрідріх-Карл фон Штайнкеллер (нім. Friedrich-Carl von Steinkeller) (3 квітня — 1 вересня 1944);
- генерал-майор Гюнтер Папе (нім. Günther Pape) (1 вересня — 27 листопада 1944).

## Нагороджені дивізії
Нагороджені дивізії
|  | Кавалери Золотого Німецького Хреста                                                                        | 16 |
|  | Кавалери Лицарського хреста Залізного хреста                                                               | 4  |
|  | Кавалери Почесної відзнаки Сухопутних військ «Почесна застібка на орденську стрічку для Сухопутних військ» | 3  |

- Нагороджені Сертифікатом Пошани Головнокомандувача Сухопутних військ (6)

## Відео
- Panzergrenadier-Division Feldherrnhalle 1943 (Sturmabteilung SA-Standarte elite unit)